# Jardim (Ceará)
Jardim è un comune del Brasile nello Stato del Ceará, parte della mesoregione del Sul Cearense e della microregione di Cariri.